# Raktenjávrre
Raktenjávrre, enligt tidigare ortografi Raktenjaure, är en sjö i Jokkmokks kommun i Lappland och ingår i Luleälvens huvudavrinningsområde. Sjön har en area på 1,1 kvadratkilometer och ligger 495 meter över havet. Raktenjávrre ligger i Ultevis fjällurskog Natura 2000-område. Sjön avvattnas av vattendraget Raktenjåhkå som mynnar i vattenmagasinet Tjaktjajávrre.

## Delavrinningsområde
Raktenjávrre ingår i det delavrinningsområde (743940-162534) som SMHI kallar för Mynnar i Tjaktjajaure. Medelhöjden är 547 meter över havet och ytan är 16,52 kvadratkilometer. Räknas de 6 avrinningsområdena uppströms in blir den ackumulerade arean 142,25 kvadratkilometer. Raktenjåhkå som avvattnar avrinningsområdet har biflödesordning 3, vilket innebär att vattnet flödar genom totalt 3 vattendrag (Blackälven (Smadjeädno), Lilla Luleälven, Luleälven) innan det når havet efter 282 kilometer. Avrinningsområdet består mestadels av skog (76 procent) och sankmarker (17 procent). Avrinningsområdet har 1,1 kvadratkilometer vattenytor vilket ger det en sjöprocent på 6,6 procent.